# Puhački orkestar Kutjevo
Hrvatski Puhački orkestar - Puhački orkestar Kutjevo osnovan je 1925. godine pri DVD Kutjevo.
Tada su nabavljeni instrumenti, osiguran je kapelnik i orkestar je počeo s radom. Na žalost rad je zamro nakon dvije i pol godine. Godine 1951. orkestar se obnavlja. Glazbenici su iz redova mladeži DVD-a, a kapelnik je Ivan Gadanac. Pomoćnik mu je bio Josip Pilon. Orkestar ponovno prestaje s radom 1957. godine.
U oba ova perioda orkestar nosi ime Limena glazba DVD Kutjevo. Godine 1977.  na inicijativu IDVD PPK Kutjevo pokreće se ponovni rad orkestra. Kupljeni su novi instrumenti na kojima glazbenici još uvijek sviraju. Orkestrom upravlja Josip Škorvaga, a djeluje sve do 1995. gidine kada ponovno prestaje s radom. Godine 2002. godine orkestar prelazi pod patronat općine Kutjevo, a stručno vođenje orkestrom preuzima Zoran Vlajnić.
Za svo vrijeme postojanja orkestar sudjeluje na smotrama puhačkih orkestara diljem Hrvatske, a 1982. godine ugošćuje nekoliko puhačkih orkestara s kojima održava zajednički koncert povodom otvaranja novog vinskog podruma tada PPK Kutjevo, a danas Kutjevo d.d.
Orkestar je amaterska udruga koja ima 24 člana registriran je u Registru udruga Republike Hrvatske pod rednim brojem 11000405.
Osobe ovlaštene za zastupanje HPO Kutjevo su 
- Petrovicky Miro - predsjednik udruge
- Bodegrajac Krešimir- dopredsjednik udruge
- Vlajnić Zoran - Umjetnički ravnatelj udruge i
- Glasnović Domagoj - tajnik udruge.

Orkestar na repertoaru ima koračnice, klasične skladbe, djela moderne glazbe i hrvatsku etno-glazbu.